# Bistum Helsinki (römisch-katholisch)
Das Bistum Helsinki (lateinisch Dioecesis Helsinkiensis) ist die einzige römisch-katholische Diözese in Finnland mit Sitz in der Hauptstadt Helsinki; es umfasst als Territorium ganz Finnland.

## Geschichte
Nachdem mit der Reformation das Leben der katholischen Kirche in Finnland erloschen war, gab es zu Beginn des 20. Jahrhunderts die ersten Neuanfänge. Am 8. Juni 1920 wurde ein Apostolisches Vikariat aus dem Erzbistum Mahiljou heraus errichtet, welches den Herz-Jesu-Priestern aus Deutschland anvertraut wurde und 1950 bereits 1.789 Gläubige und vier einheimische Diözesanpriester zählte.
Am 25. Februar 1955 wurde das Apostolische Vikariat zum Bistum Helsinki erhoben, welches das ganze Land umfasst.
Bis 2020 stieg die Zahl der Katholiken kontinuierlich auf 15.902 an, was jedoch nicht mehr als 0,3 % der Bevölkerung darstellt. Damit ist das Bistum Helsinki in Skandinavien das Bistum mit dem geringsten Katholikenanteil. Im Bistum leben und wirken 18 einheimische Diözesanpriester sowie 9 Ordenspriester und 26 Ordensschwestern, von denen jedoch viele aus dem Ausland stammen (Stand 2021).
Im Jahre 2000 ging die Leitung der Diözese in polnische Hände über, da die Deutsche Provinz der Herz-Jesu-Priester nicht mehr die nötigen Priester für die Nordische Mission bereitstellen konnte, so dass in diesem Jahr mit Józef Wróbel ein polnischer Bischof für Helsinki ernannt wurde. Von 2009 bis 2019 war Teemu Sippo als erster gebürtiger Finne Bischof von Helsinki. Nach Sippos Rücktritt aus gesundheitlichen Gründen war das Bistum für 4 Jahre vakant. 2023 wurde mit Raimo Goyarrola wieder ein Ausländer zum Bischof ernannt.

## Kirchen
| Helsinki |

| Turku |

| Tampere |

| Jyväskylä |

| Kouvola |

| Oulu |

| Kuopio |

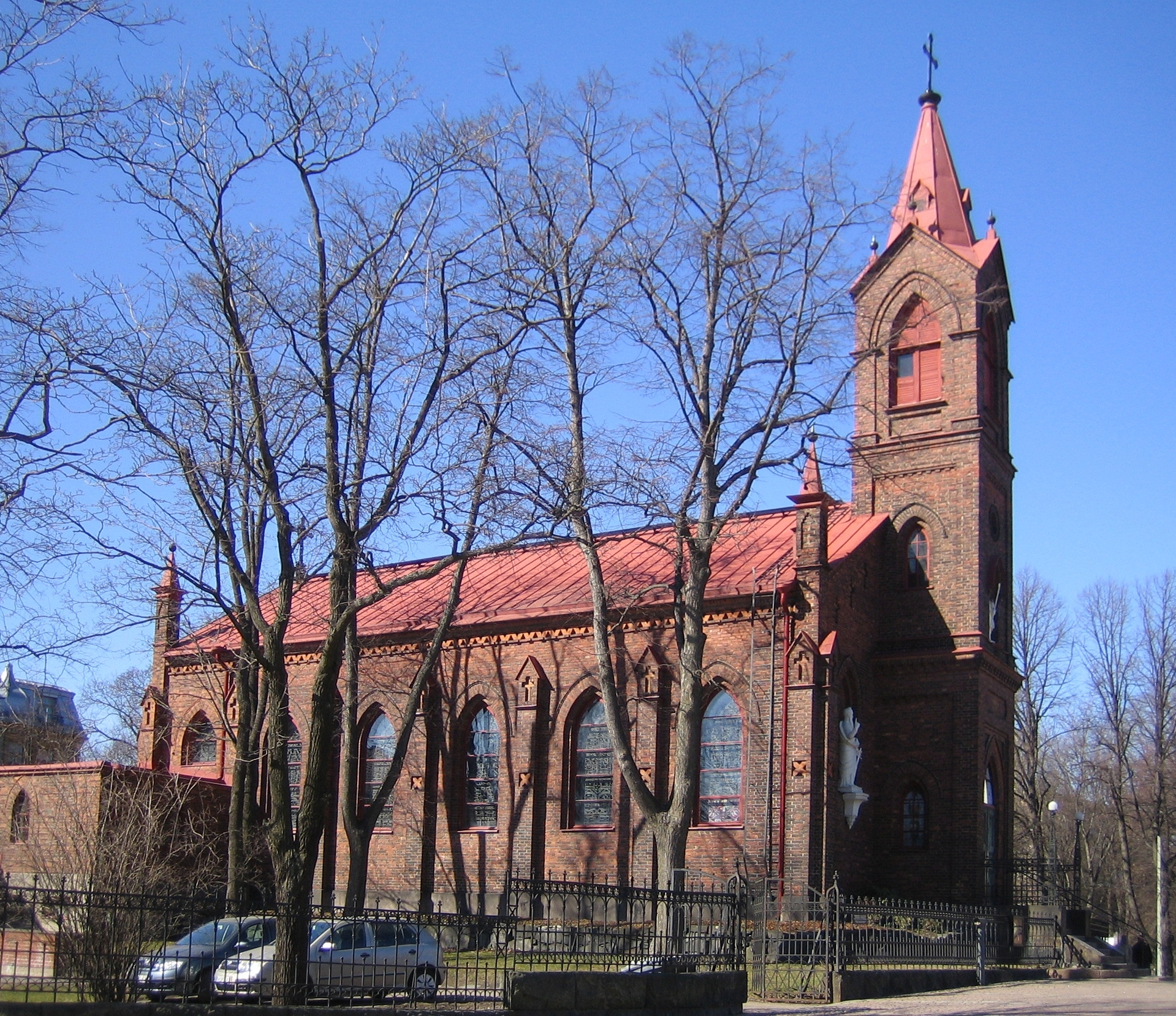
St.-Heinrichs-Kathedrale in Helsinki

Die acht Kirchengemeinden verteilen sich vom nordfinnischen Oulu bis zur südlich gelegenen Hauptstadt Helsinki über ganz Finnland.

Diese Gemeinden befinden sich in:
- Helsinki: Dompfarrei St. Heinrich
- Helsinki: Pfarrei St. Marien
- Jyväskylä: Pfarrei St. Olav
- Kouvola: Pfarrei St. Ursula
- Kuopio: Pfarrei St. Josef
- Oulu: Pfarrei Hl. Familie von Nazareth
- Tampere: Pfarrei Heilig Kreuz
- Turku: Pfarrei Hl. Birgitta und Sel. Hemming

## Apostolische Vikare
- 1923–1933 Mikael Buckx SCJ
- 1934–1955 Gulielmus Cobben SCJ

## Bischöfe
- 1955–1967 Gulielmus Cobben SCJ
- 1967–1998 Paul Verschuren SCJ
- 2001–2008 Józef Wróbel SCJ
- 2009–2019 Teemu Sippo SCJ
- seit 2023 Raimo Ramón Goyarrola Belda